# Крушова дървеница
Крушовите дървеници (Stephanitis pyri) са вид насекоми от семейство Tingidae.
Тя е вредител по ябълките и крушите и е разпространена в Евразия и Северна Африка.